# 加罗林岛
加罗林岛（英語：Caroline Island）又称千禧岛或千年岛（英語：Millennium Island）是太平洋上基里巴斯共和国莱恩群岛东南端的一个无人居住的环礁。岛上富有海鸟粪资源，是世界上最大的椰子蟹栖息地之一。
加罗林岛及其所在的莱恩群岛原位于国际日期变更线以东，但基里巴斯政府在1995年把日期线东移，使属于该国的莱恩群岛改用UTC+14时间，以消除与首都塔拉瓦在日期上相差一天的不便。这也使得加罗林岛在2000年1月1日成为最早看到新千年日出的地区之一。